# Idaea subvestita
Idaea subvestita är en fjärilsart som beskrevs av W. Warren 1897. Idaea subvestita ingår i släktet Idaea och familjen mätare. Inga underarter finns listade i Catalogue of Life.